# Torreón del Monje

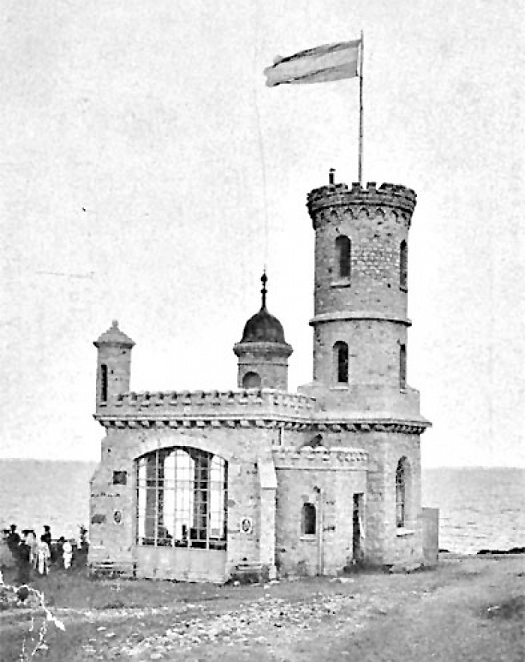
Torreón del Monje en 1910.

Le Torreón del Monje (Tour du moine), connu aussi sous les noms de Tour Pueyrredón ou Belvédère, est un monument emblématique de la ville argentine de Mar del Plata. Ce bâtiment de style néogothique a été construit sur les rochers de Punta Piedras par l'architecte Carlos Nordmann en 1904.

## Histoire
Au début du XXe siècle, la ville de Mar del Plata, située sur la côte Atlantique, est l'une des destinations favorites de la classe aisée de Buenos Aires ; des villas de luxe y sont édifiées pour les séjours d'été. L'homme d'affaires Ernesto Tornquist est l'un de ceux qui engagent un certain nombre  de travaux publics à Mar del Plata pour embellir la ville. C'est ainsi qu'il finance la construction d'un belvédère en bord d'océan, dont il confie la réalisation à l'architecte d'origine allemande Carlos Nordmann, en lui passant commande d'un bâtiment de style médiéval, rappelant les anciennes forteresses ou châteaux européens. 
Le 28 février 1904, le Belvédère est inauguré ; une confiserie y est installée. À l'époque, on y accède par un chemin de terre.
En 1927, un agrandissement du Belvédère est entrepris par les architectes Eduardo Lanús et Federico Woodgate, avec la construction d'une annexe aux toits de tuiles rougeâtres ; l'inauguration du bâtiment a lieu en 1929 sous le nom de Tour Pueyrredón ; l'annexe est utilisée par le Pigeon Club, un club de tir.
À partir de 1979, un homme d'affaires de Mar del Plata, Domingo Parato, fait restaurer l'ensemble, créant des salles pour des événements et des spectacles culturels ; il fait également construire deux brise-lames et installer une plage. En 1993, Torreón del Monje est déclaré bien d'intérêt patrimonial.
En janvier 2003, l'architecte Máximo Boneti est chargé de construire une passerelle pour piétons enjambant la route côtière pour atteindre le Torreón de Monje.

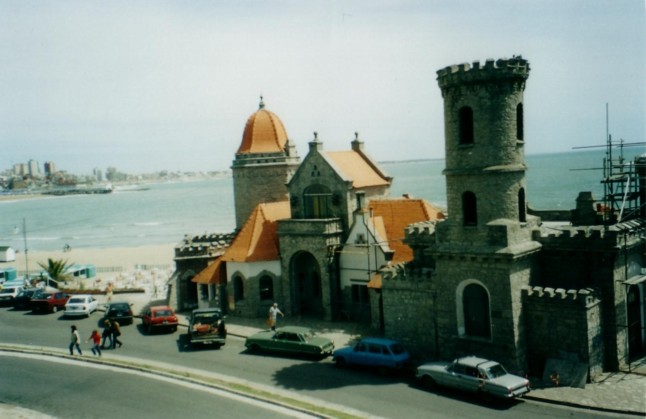
Le Torreón de Monje en 1999, avant la construction du pont

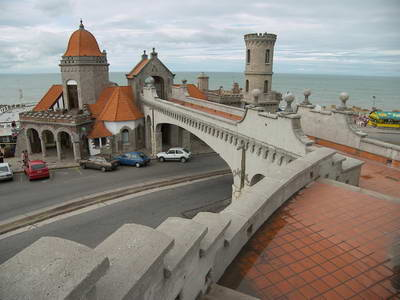
Le Torreón del Monje en 2008, après la construction du pont